# Santa Maria de Cabestany

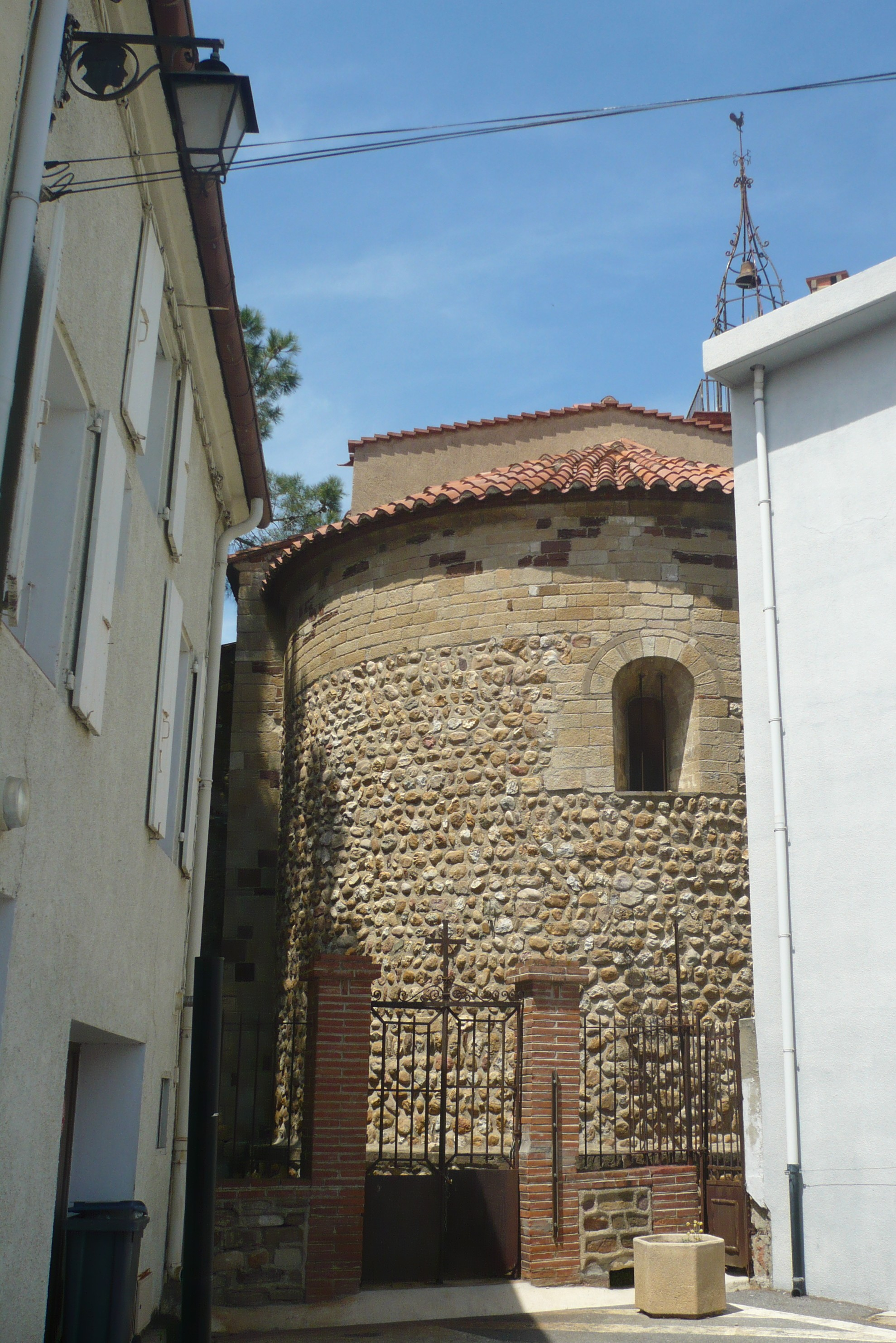
Absis romànic de l'església

Santa Maria de Cabestany, avui dia Nostra Senyora dels Àngels, és l'església parroquial del poble rossellonès de Cabestany, a la Catalunya del Nord.
Està situada al bell mig del poble vell, de la cellera, de Cabestany.
Citada el 1089, és una església romànica d'una sola nau amb capçalera d'absis semicircular. Es conserven, tant la nau com l'absis, però amb nombroses modificacions sofertes al llarg dels segles. La volta primitiva fou substituïda al segle xv per una estructura sobre arcs de diafragma. Ja en època modern s'hi afegiren de primer un transsepte i després capelles laterals.
Al segle xx, en una reforma per tal de convertir en nau col·lateral les capelles del costat de migdia, va aparèixer el timpà de la primitiva porta romànica.

## El Timpà del Mestre de Cabestany

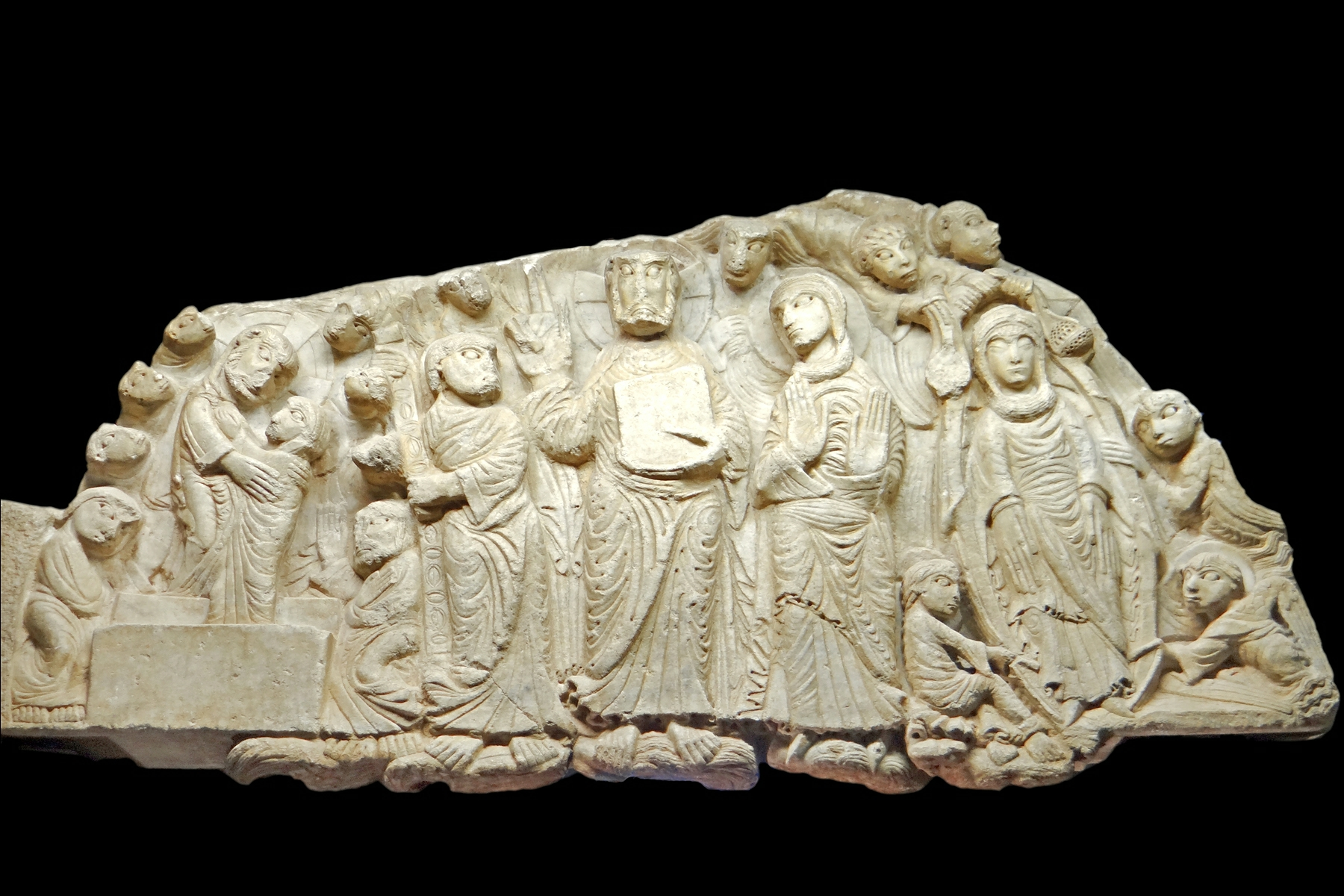
El Timpà de Cabestany

Esculpit en marbre blanc pel Mestre de Cabestany, representa la resurrecció de Jesucrist. Es conserva a la capella nord de l'església, avui dia.